# 扬州市梅岭中学
扬州市梅岭中学（英文：Yangzhou Meiling Middle School，简称“梅中”），始建于1988年，坐落于中国江苏省扬州市。该校的办学宗旨是“尊重人、发展人、完善人”。2018年6月，市教育局决定成立扬州市梅岭中学教育集团，由扬州市梅岭中学（梅岭校区、京华城校区）、扬州市梅岭中学教育集团竹西中学、扬州市梅岭中学教育集团运河中学组成，3所学校均属市直公办初中。

## 学校荣誉
学校曾荣获江苏省文明单位、江苏省模范学校、江苏省先进基层党组织、江苏省德育先进学校、少先队全国红旗大队、江苏省教学资源研发基地、江苏省苏科版初中数学教材实验基地、江苏省教学软件优秀研制单位、江苏省最具影响力初中学校等多项荣誉称号。

## 领导班子

### 校长
乐文进

### 党委书记
乐文进

### 副校长
薛曙春、鲁向阳、董亮、王军华、沈峰